# Sylvain Gouguenheim
Pour les articles homonymes, voir Gouguenheim.
Sylvain Gouguenheim, né le 6 août 1960, est un historien médiéviste et essayiste français.
Son ouvrage Aristote au mont Saint-Michel, publié en 2008, a fait l'objet de vives discussions dans les médias.

## Biographie
Après avoir rédigé une thèse de doctorat à l'université Paris-Nanterre consacrée, sous la direction d'André Vauchez, à la mystique rhénane Hildegarde de Bingen, il a été maître de conférences à l'université Paris-1 Panthéon-Sorbonne et membre du Laboratoire de Médiévistique occidentale de Paris avant de devenir professeur des universités à l'ENS Fontenay-Saint-Cloud (ENS LSH de Lyon) de Lyon.
Après sa thèse de doctorat, Sylvain Gouguenheim s'est spécialisé dans l'étude des ordres religieux militaires créés en relation avec les croisades au Moyen Âge, et tout particulièrement à l'ordre Teutonique, au sujet duquel il a publié plusieurs ouvrages érudits (dont l'un tiré de sa thèse d'habilitation à diriger des recherches).

## Thèses deAristote au Mont-Saint-Michel

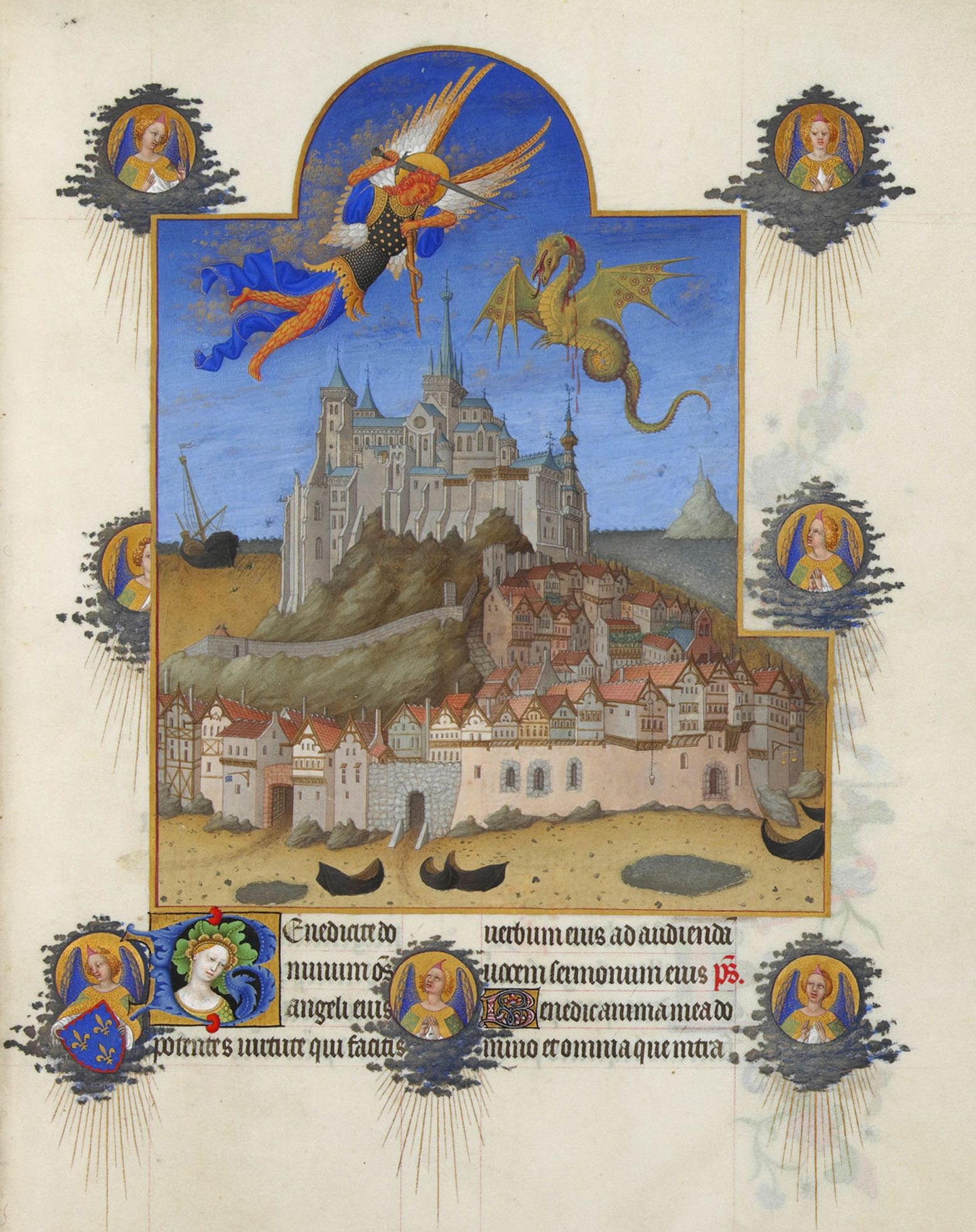
La fête de l'Archange, le mont Saint-Michel, les frères de Limbourg, 1411-1416.

Aristote au Mont-Saint-Michel, publié en 2008, souligne la précocité d'une transmission directe du savoir grec par les monastères chrétiens et remet en cause l'idée répandue que la diffusion de la philosophie, de la mathématique et de la physique au Moyen Âge serait due exclusivement à l'Espagne musulmane,. Pour Sylvain Gouguenheim, la langue arabe n'est d'ailleurs pas propice au développement de la pensée rationaliste. L'ouvrage démontre que l'Europe occidentale est restée attirée par la philosophie grecque, même au haut Moyen Âge, que les échanges avec l'Orient n'ont pas cessé, que Constantinople et des chrétiens syriaques (en) ont transmis une partie de l’héritage antique, et qu'ainsi le rôle de l'intermédiaire arabo-musulman n'a pas eu l'importance primordiale qu'on lui accorde parfois.
L'auteur soutient en particulier que l'abbaye du Mont-Saint-Michel a été, dès le XIIe siècle, le théâtre d'un important travail de traduction, directement du grec en latin, de la plupart des œuvres disponibles d'Aristote. Si l'on sait peu de choses de l'équipe de traducteurs (dont Jacques de Venise, qui vécut à Constantinople et fit un long travail de traduction de 1127 à 1150, aurait fait partie), on sait que la diffusion de ces traductions fut considérable : 
- une centaine de manuscrits de la Physique, dispersés à travers toute l'Europe ;
- des Seconds Analytiques dont on recense 289 exemplaires du Vatican à Toulouse ;
- les Métaphysiques utilisées par saint Thomas d'Aquin et par Albert le Grand.

L'auteur note ensuite que Averroès et Avicenne ne connaissaient pas le grec, que les traductions d'Aristote dont ils disposaient avaient été faites par des chrétiens syriaques en arabe à partir de leurs traductions antérieures en araméen, et que le savoir a régulièrement circulé entre Byzance et l'Occident, bien mieux qu'entre la civilisation islamique et l'Occident. À ce propos, il s'interroge sur un problème rarement abordé qui est celui de la qualité et de l'exactitude de traductions successives du grec au syriaque puis du syriaque à l'arabe et enfin de l'arabe au latin, en recourant donc à un basculement d'une langue de type indo-européen à une langue de type sémitique avant un retour vers une langue de type indo-européen. Ceci n'empêcha cependant pas la traduction de textes à portée scientifique.

## Controverse

### Agitation médiatique
La promotion du livre dans la presse, notamment par les critiques approbatrices de Roger-Pol Droit dans Le Monde (18 avril 2008) puis par Jean-Yves Grenier dans Libération, provoque une polémique,.
La première réaction défavorable est celle des historiens Gabriel Martinez-Gros et Julien Loiseau, dans Le Monde du 24 avril 2008 suivie de trois pétitions successives : l'une initiée par Hélène Bellosta rassemblant 35 universitaires dans Le Monde le 25 avril 2008, un appel de près de 200 enseignants, chercheurs, personnels, auditeurs, élèves et anciens élèves de l’ENS LSH dans Télérama le 28 avril et enfin un texte co-signé par 56 chercheurs en histoire et philosophie du Moyen Âge, dans Libération le 30 avril 2008.
En mai de la même année, Jacques Le Goff explique néanmoins que, si le livre est « intéressant, quoique discutable », il est « outré par [l]es attaques » portées contre Gouguenheim et notant que « peu des principaux médiévistes » ont signé la pétition anti-Gouguenheim.
Pour sa part, Sylvain Gouguenheim juge que les réactions critiques concernant son livre ont été démesurées ; il les attribue aux enjeux idéologiques de sa théorie dans le contexte actuel de tensions autour de l'Islam.

### Spécialistes
Fin 2008, dans la revue Commentaire, le philosophe Rémi Brague estime que si l'« on peut regretter [que Gougenheim] ne soit pas sur ces questions le meilleur spécialiste dont on puisse rêver » son travail « a l’avantage de contester quelques certitudes trop rapidement acquises » en proposant un « bon ouvrage de vulgarisation » qui aborde « une question historique de grand intérêt » trop souvent « confinée aux monographies savantes, soit au contraire abandonnée aux bateleurs médiatiques qui en présentent des caricatures tendancieuses ». Néanmoins en 2009, un ouvrage collectif réunissant une dizaine de médiévistes critique notamment une tendance apologétique que partageraient Gougenheim et Brague, cherchant « à établir la supériorité du christianisme par sa différence avec l’islam ».
En dehors de l'agitation médiatique, les critiques produites par divers historiens du Moyen Âge spécialistes de l'histoire intellectuelle, culturelle et philologique dans divers revues et ouvrages spécialisés sont généralement négatives, à l'instar de l'analyse de Guillaume Dye qui, en 2009, déplorant la tournure pétitionnaire et violente prise par le débat, pointe les carences scientifiques de l'auteur qui ont occasionné un résultat « tendancieux, mal informé, truffé de graves erreurs », ne traitant pas in fine les sujets abordés et laissant le chantier ouvert.

#### Arguments défavorables
Selon Jean-Claude Zancarini, professeur à l'ENS de Lyon, « Gouguenheim n'a pas les compétences requises, ni en grec ni en arabe, il est sorti de son domaine pour des raisons idéologiques évidentes ». Selon le médiéviste Jacques Verger, l'auteur, s'il connaît le grec classique, ignore cependant l'arabe et n'est pas un spécialiste du monde musulman ni des chrétiens orientaux ; son livre est fondé sur une lecture de la littérature secondaire et non sur un travail des sources. Thomas Ricklin, historien de la philosophie médiévale, estime pour sa part que « la grande majorité de la communauté scientifique » considère Aristote au Mont-Saint-Michel « tel qu'il est, c'est-à-dire comme un ouvrage scientifiquement malhonnête » et ajoute que « rarement un historien contemporain a si peu respecté les règles élémentaires de notre métier ».
Dans une présentation de l'ouvrage collectif Les Grecs, les Arabes et nous. Enquête sur l'islamophobie savante, Aurélien Robert, spécialiste des théories de la connaissance et la philosophie naturelle à la fin du Moyen Âge, critique « la fausseté historique avérée de nombreuses thèses centrales » de l'ouvrage dans lequel on peut voir « le reflet d’enjeux qui dépassent largement la querelle d'érudits ». Il estime que l'ouvrage de Gouguenheim adopte un point de vue islamophobe et « entend prendre le contre-pied d'un savoir déjà constitué par des spécialistes, tout en ne s'adressant pas à ces derniers ».

#### Arguments favorables
L'ouvrage reçoit une critique favorable de l'historien arabisant espagnol Serafín Fanjul qui note dans La Nouvelle Revue d'histoire : « Le livre de Gouguenheim est excellent, bien structuré, magnifiquement documenté, et c'est ça qui fait mal. Comme il est difficile de le contredire avec des arguments historiques, on a recours à l'attaque personnelle ». L'islamologue Emilio Ferrin, professeur à l'Université de Séville, considère que l'oeuvre d'auteurs comme Serafín Fanjul « s'abreuve aux mêmes sources de l'affrontement continu et naturel entre les religions » que celle de Sylvain Gouguenheim.

## Publications

### Ouvrages
- La Sibylle du Rhin : Hildegarde de Bingen, abbesse et prophétesse rhénane, Paris, Publications de la Sorbonne, 1996  (ISBN 978-2-85944-297-2), (BNF 35824568).
- Les Fausses Terreurs de l'an mil : attente de la fin des temps ou approfondissement de la foi ?, Paris, éditions Picard, 1999, 231 p.  (ISBN 2-7084-0566-7), (BNF 37042180).
- Les Chevaliers teutoniques, Paris, éditions Tallandier, 2007, 775 p.,  (ISBN 978-2-84734-220-8) (BNF 41107125).
- Aristote au Mont-Saint-Michel. Les racines grecques de l’Europe chrétienne., Paris, Éditions du Seuil, coll. « L'univers historique », 2008, 277 p.  (ISBN 978-2-02-096541-5), (BNF 41229782).
- Regards sur le Moyen Âge : 40 histoires médiévales, Paris, éditions Tallandier, 2009, 407 p.  (ISBN 978-2-84734-604-6), (BNF 42081333).
- La Réforme grégorienne. De la lutte pour le sacré à la sécularisation du monde, Paris, éditions Temps Présent, 2010, 264 p.  (ISBN 978-2-916842-04-2), (BNF 42130847).
- Tannenberg, 15 juillet 1410, Paris, Tallandier, octobre 2012,  (ISBN 978-2-84734-972-6), (BNF 2847349723).
- Frédéric II, un empereur de légendes, Paris, Perrin, août 2015,  (ISBN 978-2-262-04982-9)[26]
- La gloire des Grecs, Paris, Cerf, 2017, 416 p.,  (ISBN 978-2204103367)
- Les derniers païens : Les Baltes face aux chrétiens XIIIe – XVIIIe siècle, Passés Composés, 2022, 448 p.  (ISBN 978-2-37933-121-3)
- Constantinople 1453, Perrin, 2024, 368 p.  (ISBN 978-2-26210-114-5)

### Ouvrages en collaboration
- Jean-Patrice Boudet, Sylvain Gouguenheim et Catherine Vincent, L'Europe occidentale chrétienne au XIIIe siècle : études et documents commentés (avec une préface de Michel Parisse), éditions SEDES, coll. « Regards sur l'histoire », série « Histoire médiévale », Paris, 1995, 318 p.,  (ISBN 2-7181-9210-0), (BNF 37019574).

### Ouvrages collectifs
- L'Allemagne au XIIIe siècle : de la Meuse à l'Oder (sous la direction de Michel Parisse ; avec la collaboration de Sylvain Gouguenheim, Pierre Monnet et Joseph Morsel), éditions Picard, Paris, 1994, 231 p.,  (ISBN 2-7084-0471-7), (BNF 35729236).

### Direction d'ouvrage
- Sylvain Gouguenheim (dir.), Les empires médiévaux, Perrin, 2019 (ISBN 978-2-262-04824-2).
- Martin Aurell (dir.) et Sylvain Gouguenheim (dir.), Les croisades : Histoire et idées reçues, Perrin, 2025 (ISBN 978-2-262-10525-9).